# ایوانکا کریستووا
ایوانکا کریستووا (بلغاری: Иванка Маринова Христова؛ زادهٔ ۱۹ نوامبر ۱۹۴۱) پرتاب‌گر وزنه اهل بلغارستان بود.
از افتخارات وی میتوان به کسب مدال طلا پرتاب وزنه در بازی‌های المپیک تابستانی ۱۹۷۶ اشاره کرد.